# Província de Taiwan

Bandeira da Província de Taiwan

Provincia de Taiwan dentro da Área Livre da República da China

A Província de Taiwan (Chinês Tradicional: 臺灣省; pinyin: Táiwān Shěng) é uma das duas únicas (de um total de trinta e cinco) províncias que Taiwan (República da China) controla de fato dentro da Área livre da República da China.

## História
A Província foi criada a partir de uma prefeitura da antiga Fujian da Dinastia Qing em 1683 e ganhou maior importância do governo Qing depois da Guerra Sino-Francesa. em 1887, a prefeitura foi promovida a província como Província Fujian-Taiwan e em 1895 anexada pelo Império do Japão.
Em 1946, após a Segunda Guerra Mundial, a República da China restaurou a província apenas como Taiwan, sendo uma das atuais entidades politicas regionais do país. Em 1949 o governo se exilou para a ilha e posteriormente criou um governo autônomo para província, abolido em 2018.

## Ver Também
- Província de Taiwan (República Popular da China)
- Subdivisões da República da China
- Taiwan
- Estatuto de Taiwan